# قطعنامه ۴۴۵ شورای امنیت
قطعنامه ۴۴۵ شورای امنیت سازمان ملل متحد که در تاریخ ۰۸ مارس ۱۹۷۹ تصویب شد، سندی بین‌المللی دربارهٔ رودزیای جنوبی است. این قطعنامه طی نشست ۲٬۱۲۲ام با ۱۲ موافق، ۰ مخالف و ۳ ممتنع تصویب شد.